# Susan Kidwell
Susan M. Kidwell (* 1954) ist eine US-amerikanische Paläontologin und Paläoökologin.
Kidwell studierte Geologie am College of William & Mary mit dem Bachelor-Abschluss 1976 und Geologie und Geophysik an der Yale University mit dem Master-Abschluss 1978 und der Promotion 1982 (Dissertation: Stratigraphy, Invertebrate Taphonomy and Depositional History of the Miocene Calvert and Choptank Formations, Atlantic Coastal Plain). 1981 wurde sie Assistant Professor an der University of Arizona und 1985 Assistant Professor an der University of Chicago, an der sie 1988 Associate Professor und 1994 Professor wurde. 2003 wurde sie William Rainey Harper Professor.
Kidwell ist eine Pionierin in der Taphonomie. Sie untersucht rezente Ablagerungsbedingungen von Fossilien insbesondere in der Schelfregion (Südkalifornien, Norden des Roten Meers) um Rückschlüsse auf die Bildung von fossilen Ablagerungen zu ziehen, wobei sie auch menschliche Einflüsse berücksichtigt.
1986 erhielt sie einen Presidential Young Investigator Award der National Science Foundation. 1995 erhielt sie den Charles Schuchert Award,  2015 die Mary Clark Thompson Medal, 2017 die Raymond C. Moore Medal for Paleontology, 2019 die Wilbur Cross Medal der Yale University und 2020 die Paleontological Society Medal. 2002 wurde sie Fellow der American Academy of Arts and Sciences, 2004 der Paleontological Society und 2011 der American Association for the Advancement of Science.